# Объединённая Евангелическо-Лютеранская Церковь Индии

Эмблема UELCI

Объединённая Евангелическо-Лютеранская Церковь Индии (англ. United Evangelical Lutheran Church in India, UELCI) — объединение лютеранских деноминаций Индий, членами которой являются 11 поместных Церквей, одна из крупнейших из крупнейших протестантских деноминаций страны, равно как и одно из крупнейших лютеранских сообществ в мире. Структурно отчасти напоминает объединение Евангелических Церквей различных земель Германии в единую Евангелическую Церковь Германии. Всего последователями лютеранства в Индии являются около 2,5 миллионов человек. Церкви-члены объединения являются так же членами ВЛФ, а UELCI входит в Христианскую ассоциацию Азии.

## История

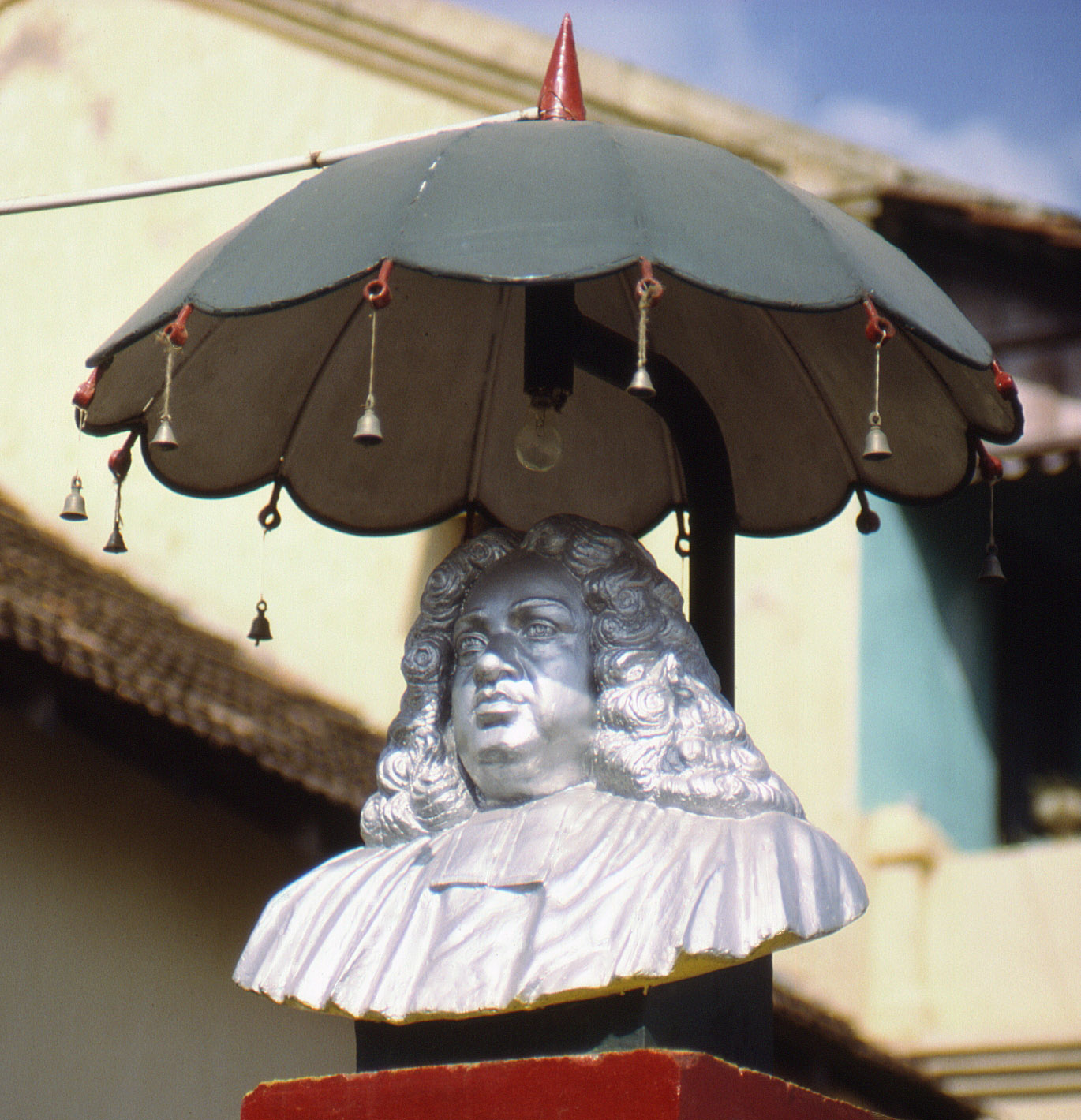
Памятник Бартоломею Цигенбальгу в Транквебаре, Тамилнад

Первоначальное распространение лютеранства в Индии связано с именем немецкого миссионера Бартоломея Цигенбальга и его помощника Генриха Плютшау, прибывших на юг Индии в начале XVIII века. Цигенбальгом были переведены на тамильский язык Новый Завет, часть книг Ветхого Завета, построено два церковных здания. Под воздействием проповедей миссионера несколько сотен человек перешли в христианство.
Активизация лютеранской миссии в Индии имела место уже в XIX веке, когда проповедники из Европы и Северной Америки заложили основы церковных образований, впоследствии ставших национальными Церквями различных территорий страны. В 1926 году национальные Церкви составили Федерацию Евангелическо-Лютеранских Церквей Индии. В 1974 году Федерация была реорганизована и получила актуальное название.